# Aceite babasu

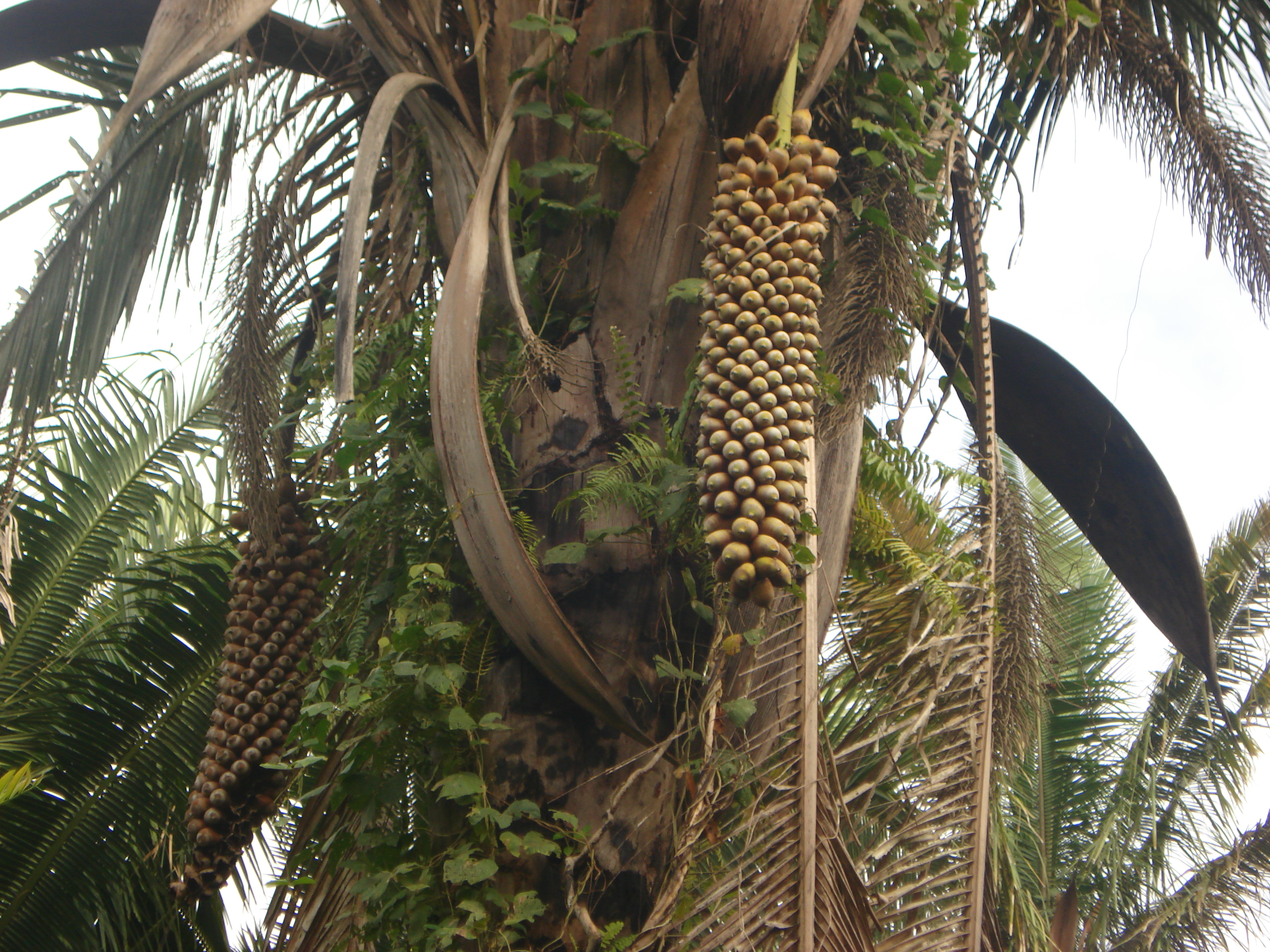
Palma de babasu con frutos

El aceite Babasu es un aceite vegetal claro, liviano, amarillento; extraído de las semillas de la palma Babasu Attalea speciosa, que crece en la región del Amazonas, Sudamérica. Es un aceite no secante usado en comidas, limpiadores y productos de belleza de la piel. Tiene propiedades similares al aceite de coco y es usado en el mismo contexto. Se ha estado incrementando su uso como sustituto del de coco. Tiene 70% lípidos, en las siguientes proporciones:
| Ácido graso | Porcentaje |
| ----------- | ---------- |
| Láurico     | 50,0 %     |
| Mirístico   | 20,0 %     |
| Palmítico   | 11.0%      |
| Oleico      | 10,0 %     |
| Esteárico   | 3,5 %      |

Los  ácidos láurico y mirístico tienen punto de fusión relativamente cercanos a la temperatura corporal humana, por lo tanto el aceite babasu puede aplicarse a la piel como sólido y luego funde estando en contacto. Esta transferencia de calor produce una sensación de fresco. Es un efectivo emoliente.